# Der Würger im Nebel
Der Würger im Nebel (Originaltitel: Strangler of the Swamp) ist ein US-amerikanischer Horror- und Mystery-Film von Regisseur Frank Wisbar aus dem Jahr 1946 und ein Remake seines Films Fährmann Maria aus dem Jahr 1936.

## Handlung
Ein abgeschiedenes Dorf in einer nicht näher lokalisierten Sumpfgegend, ähnlich dem Bayou-Gebiet im Süden der USA. Es gibt kaum Straßen, wichtigstes Verkehrsmittel, um von einem Ort zum anderen zu gelangen, ist die Fähre. Nicht nur die Lebenden, sondern auch die Toten benutzen diese Fähre, wie es in den Anfangstiteln heißt – denn in letzter Zeit wurden schon mehrmals erdrosselte Menschen in den Sümpfen gefunden und dann mit der Fähre ins Dorf gebracht. Auch wenn es jedes Mal wie ein Unfall oder ein Selbstmord aussah, geht doch die Angst im Ort um. Man schreibt die Todesfälle einem Gespenst zu, dem „Würger“. Denn vor Jahren wurde Douglas, der damalige Fährmann, als vermeintlicher Mörder von der gesamten Dorfgemeinschaft im Schnellverfahren verurteilt und gelyncht, indem man ihn an einem Baum aufgehängt hat. Und nun glauben die Menschen, er sei als rächender Geist zurückgekehrt. Christian Sanders, der Ortsvorstand, hält das allerdings lediglich für dummen Aberglauben. Dann wird auch Joseph Hart, der jetzige Fährmann, tot aufgefunden – um den Hals die Schlinge, mit der damals auch Douglas aufgeknüpft worden und die seitdem als eine Art Mahnmal an dem Baum hängengelassen worden war. Hart war es gewesen, dessen falsches Zeugnis als Schuldbeweis genügt hatte, um Douglas zu verurteilen – er selbst hatte daraufhin das einträgliche Fährgeschäft übernehmen können.
Maria, Harts Enkelin, kommt ins Dorf zurück, nachdem sie zehn Jahre lang in der Großstadt gelebt hat, wo sie sich aber inzwischen zu einsam gefühlt hatte. Als sie vom Tod ihres Großvaters erfährt, erklärt sie sich bereit, den Fährdienst von ihm zu übernehmen. Sanders versucht allerdings zunächst, ihr die Umstände vom Tod ihres Großvaters zu verheimlichen – umso mehr, als inzwischen auch ein schriftliches Geständnis von Hart aufgetaucht ist: er hatte sich im Fall Douglas nicht nur falscher Zeugenaussage schuldig gemacht, sondern er war selber der eigentliche Mörder gewesen, für dessen Tat Douglas unschuldig hingerichtet wurde.
Kurze Zeit später trifft auch Chris, der Sohn des Ortsvorstands, der ebenfalls in der Stadt gelebt hatte, wieder zuhause ein. Chris und Maria verlieben sich ineinander. Sanders verbietet seinem Sohn allerdings den Umgang mit Maria, denn schließlich sei sie ja die Enkelin eines Mörders. Darauf kontert Chris, das träfe auf ihn selbst genauso zu – da ja sein Vater, so wie alle anderen Beteiligten, mitgeholfen habe, einen Unschuldigen zu lynchen, sei er ebenso der Sohn eines Verbrechers.
Dann sucht sich der Geist tatsächlich Chris als nächstes Opfer aus. Trotz Warnung seitens seiner Frau ignoriert Sanders nach wie vor den Fluch. Er möchte, um diesen „Aberglauben“ auszurotten, am liebsten den ganzen Sumpf trockenlegen und eine Straße hindurchbauen – und zwar mit dem Geld, das eigentlich für die Renovierung der zerstörten Kirche gesammelt worden war. Dagegen wehren sich aber die Frauen des Dorfes, die das für ein Sakrileg halten.
Maria versucht alles, um ihren Geliebten zu retten, und nimmt den Kampf mit dem Geist auf, aber vergeblich. Schließlich flüchtet sie sich gemeinsam mit Chris in die Kirchenruine, die das Gespenst nicht betreten kann. Dennoch droht Chris langsam durch die Macht des „Würgers“ zu ersticken. Deshalb bietet Maria sich dem Geist von Douglas selber als Opfer an, wenn er dafür bereit ist, das Leben ihres Geliebten zu verschonen. Diese Geste schenkt dem Gespenst endlich Erlösung – es versinkt im Moor, Chris kann wieder atmen, und durch die Wolken über den Sümpfen dringen zum ersten Mal ein paar Sonnenstrahlen.

## Produktionshintergrund
Am Tag der sogenannten Reichskristallnacht 1938 verließ Frank Wysbar Deutschland und reiste in die USA aus. Seine jüdische Ehefrau Eva (geboren 1908 als Eva Krojanker) hatte bereits im September 1938 Deutschland verlassen und war in die Vereinigten Staaten emigriert. Hier änderte er seinen Nachnamen in Wisbar, tat sich allerdings sehr schwer, Arbeit im Filmbusiness zu finden und an seine früheren Erfolge anzuknüpfen. Lediglich einige kleinere Produktionsfirmen aus der Poverty Row Hollywoods beschäftigten ihn als Drehbuchautor. Für die Producers Releasing Corporation (PRC), die ärmste dieser Firmen, die ausschließlich kostengünstigste B- und C-Filme herstellte, konnte er immerhin insgesamt vier Filme als Regisseur drehen. Der zweite von diesen war Strangler of the Swamp. Wisbar hatte selbst das Sujet vorgeschlagen: ein Remake von Fährmann Maria, dem vielleicht herausragendsten der Filme, die er während seiner Zeit in Deutschland inszeniert hatte.
Das Budget für Strangler of the Swamp betrug gerade einmal ca. 20.000 Dollar. Zum Vergleich: Val Lewton hatte für seine zwischen 1942 und 1946 bei RKO hergestellten „intelligenten“ Horrorfilme, die ebenfalls als Billigproduktionen galten, immerhin im Schnitt jeweils etwa 150.000 Dollar zur Verfügung. Strangler of the Swamp ist von Kritikern häufiger mit Val Lewtons Produktionen verglichen worden.
Allerdings ließen diese kleinen, unabhängigen Produktionsgesellschaften ihren Regisseuren oft wesentlich mehr kreative Freiheit, als sie sie bei einem Major-Studio gehabt hätten, und Wisbar nutzte das geringe Budget so effektiv wie möglich aus. So unterstrich er durch bewusstes Betonen der räumlichen Enge des im Studio aufgebauten Sumpf-Settings noch die klaustrophobische Grundstimmung der Geschichte. Plastische Lichtsetzung, der gezielte Einsatz von Nebel und eine ausgefeilte Bildgestaltung – etwa längere Kamerafahrten entlang der sich durch den Sumpf bewegenden Fähre – erzeugen Tiefe und Atmosphäre. Durch simple Mittel wird zudem die perspektivische Wirkung verstärkt, wie etwa durch die Verwendung von auf Glas gemalten Kameravorsätzen, die die Illusion von Binsen und Sumpfgras im Bildvordergrund erzeugen. (Einmal wurde allerdings offensichtlich die Existenz der Glasplatte vergessen, so dass sich bei einem Kameraschwenk das Gras im Vordergrund mitbewegt.)
Bei der Darstellung des Geistes verzichtet Wisbar (so wie auch schon bei den Auftritten des Todes in Fährmann Maria) auf aufwendige Special Effects. Eine einfache, aber wirkungsvolle Maske (Makeup: Bud Westmore), und die Art, wie Douglas bei jedem Erscheinen langsam aus den Schatten heraustritt und wieder mit ihnen verschmilzt (unterstützt durch ein wenig auf der Kameralinse verschmierte Vaseline), genügen, um dem „Strangler“ eine jenseitige Ausstrahlung zu verleihen. Auch das trotz der kurzen Laufzeit des Films von unter einer Stunde sehr ruhige Erzähltempo trägt dazu, die spukhafte Atmosphäre der Geschichte zu intensivieren.

## Besetzung
In der Hauptrolle als Maria ist Rosemary La Planche (auch: LaPlanche, 1923–1979) zu sehen. Sie war eine ehemalige Schönheitskönigin (zweimal – 1940 und 1941 – Miss California, 1941 auch Miss America). Nach über fünfundzwanzig kleinen und kleinsten, meist nicht einmal im Nachspann genannten Filmauftritten war die Maria in Strangler of the Swamp ihre erste Hauptrolle. Kurz darauf drehte Wisbar dann, ebenfalls für die PRC, noch einen weiteren Film mit La Planche als Hauptdarstellerin, den Semi-Vampirfilm Devil Bat's Daughter (1946), eine Art Fortsetzung zu The Devil Bat (1940) mit Bela Lugosi, der einer der erfolgreichsten Horrorfilme des Studios gewesen war.
Douglas, den Geist des toten Fährmanns, verkörpert Charles Middleton, der vor allem in seiner Rolle als Oberschurke Kaiser Ming in den drei Flash Gordon-Serials von Universal (ab 1936) populär geworden war. An diesen Erfolg konnte er danach allerdings nicht mehr anknüpfen, ab den 40er-Jahren wurde er fast nur noch in Poverty-Row-Produktionen in kleinen Rollen beschäftigt.
Bemerkenswert ist auch die Mitwirkung von Blake Edwards in der einzigen größeren Rolle (als Liebhaber) während seiner Zeit als Schauspieler, bevor er seine Karriere als Regisseur (etwa der Pink Panther-Filmreihe) begann.

## Vergleich zwischenFährmann MariaundStrangler of the Swamp
Während die Basisgeschichte in beiden Filmen sehr ähnlich ist, gibt es doch auch einige auffallende Unterschiede. Manche davon sind wohl dem geringeren Budget und der kürzeren Laufzeit der Neuverfilmung geschuldet – Fährmann Maria dauert etwa  20 Minuten länger als Strangler of the Swamp. Andere Unterschiede dagegen sind inhaltlicher Art und ändern auch teilweise die Aussage des Films. Während Fährmann Maria im nationalsozialistischen Deutschland, noch vor Beginn des Zweiten Weltkriegs, entstand (und einiges an versteckter Regimekritik enthält), wurde Strangler of the Swamp von Wisbar nach seiner eigenen Flucht, im Exil, und kurz nach Kriegsende, gedreht – einige dieser Erfahrungen dürften auch in Drehbuchentscheidungen eingeflossen sein.
- In Fährmann Maria überwiegt im Ganzen ein legendenhafter Grundton, während in Strangler of the Swamp mehr die Horrorelemente im Vordergrund stehen.
- Der Schauplatz von Fährmann Maria ist ein Dorf irgendwo in der Heide, nur in der Nähe der Fährhütte befindet sich ein größeres Moorgebiet. Strangler of the Swamp spielt dagegen durchgehend nur im Sumpfgebiet. Entsprechend wurde Fährmann großenteils im Freien, an Originalschauplätzen in der Lüneburger Heide, gedreht, während Strangler fast ausschließlich im Studio entstanden ist.
- Die Konstruktion der Fähre ist in beiden Filmen identisch: sie ist befestigt an einem straff übers Wasser gespannten Seil, an dem entlang der Fährmann / die Fährfrau sie mit Muskelkraft vom einen zum anderen Ufer zieht (sogenannte Seilzugfähre).
- Fährmann Maria spielt zur Zeit des Erntefestes (das im Film ausführlich gezeigt wird), während in Strangler of the Swamp eine Halloween-Feier erwähnt (aber nicht dargestellt) wird.
- Marias Antagonist ist im älteren Film ein personifizierter Tod (in menschlicher Gestalt), in der Neuverfilmung dagegen ein rächendes Gespenst. Während der Tod in Fährmann Maria nur ein einziges Opfer holt (den alten Fährmann), bevor er Marias Geliebten verfolgt, sind dem Geist in Strangler of the Swamp bereits vor Beginn der Handlung mehrere Menschen zum Opfer gefallen. Der Tod in Fährmann kommt von „außen“ (wie es aussieht, aus demselben Land, aus dem auch die Verfolger des Geflüchteten kommen), und er scheint seine Opfer willkürlich auszusuchen. Der Strangler hingegen kommt von „innen“, denn er war einmal selbst der frühere Fährmann des Dorfes, sowie erstes Todesopfer, und seine eigenen Opfer sind nicht zufällig gewählt – es sind all die Menschen, die für seinen eigenen, unschuldigen Tod mitverantwortlich waren, inklusive deren Familienangehöriger. Während also ein Grundthema in Fährmann Maria der Widerstand gegen ein blindes, scheinbar übermächtiges Schicksal ist, geht es in Strangler of the Swamp um den Umgang mit kollektiver Schuld, die sogar bis in die nächste Generation weiterwirkt.
- Eine Nebenhandlung in Fährmann Maria – mit einem Wandergeiger, der zuletzt sogar beim Fest zum Tanz des Todes mit Maria aufspielt – fehlt in Strangler of the Swamp völlig.
- In Fährmann Maria sind die beiden Hauptfiguren Fremde im Dorf: Maria, die „keine Heimat“ hat (niemand weiß, woher sie stammt, und auch sie selbst erzählt es nie), ist nur zufällig, nachdem sie wohl schon länger unterwegs war, auf der Suche nach Arbeit hier gelandet und geblieben. Ihr (bis zuletzt namenloser) Geliebter kommt ebenfalls aus der Fremde, aus dem Land jenseits des anderen Ufers der Fähre, er ist auf der Flucht und findet Asyl in Marias Hütte. Bis zum Ende des Films versteckt sie ihn bei sich, sowohl vor den Soldaten, die ihn verfolgen, wie auch vor den Dorfbewohnern und vor dem Tod. Strangler of the Swamp erzählt in diesem Aspekt die Geschichte genau umgekehrt: Maria und ihr Liebhaber (der hier einen Namen hat, Chris) stammen beide aus dem Dorf, haben längere Zeit in der Fremde (in der „Großstadt“) verbracht und sind nun nach Hause, also in die Heimat zu ihren Familien, zurückgekehrt – Maria ist die Enkelin des Fährmanns, Chris der Sohn des Bürgermeisters. – „Eine Heimat haben ist höchstes Glück“, sagt der namenlose Flüchtling in Fährmann Maria. Und Maria erwidert, einige Szenen später: „Ich habe jetzt eine Heimat, weil ich weiß: ich liebe dich!“ Am Ende des Films verlassen beide zusammen das Dorf, um in das Herkunftsland des Geflüchteten, ihre neue gemeinsame Heimat, zu gehen. Das letzte Bild zeigt eine sanfte, weite, helle Landschaft. In Strangler of the Swamp, von Wisbar im Exil gedreht, gibt es diese Hoffnung nicht mehr – die „Heimat“, in die die beiden Hauptfiguren zurückgekehrt sind, ist von Beginn an kein Ort des „Glücks“, sondern eine düstere, beengte, nebelverhangene Gegend, fluchbeladen und erfüllt von verdrängter Schuld der Bewohner, über die ungern offen gesprochen wird.
- In Fährmann Maria gibt es, abgesehen von Maria, keine anderen Frauenrollen, Frauen tauchen hier ansonsten nur als Statistinnen auf. In Strangler of the Swamp gibt es dagegen auch noch andere Frauenfiguren außer Maria, und sie haben auch eine wichtigere Funktion: während die Männer in diesem Film meist versuchen, das Geschehene zu verdrängen und den Fluch bzw. den Geist zu ignorieren, sind es hier ihre Frauen, die nicht aufhören, den Finger auf die Wunde zu legen.
- In Fährmann beschützt der Tod selbst Maria vor einem aufdringlichen Freier (indem er diesen beim Würfelspiel besiegt), in Strangler erledigt Marias Geliebter diese Aufgabe (durch einen einfachen Fausthieb).
- In beiden Filmen sucht Maria kurz vor Schluss Zuflucht in einer Kirche, und in beiden Filmen gelingt es ihr nicht, die Glocken zu läuten. Während jedoch der Tod in Fährmann Maria die Kirche problemlos betreten kann, kann der Geist in Strangler of the Swamp deren Schwelle nicht überschreiten. Der größte Unterschied: im Film von 1936 ist die Kirche zwar menschenleer, aber intakt. Im Film von 1946 ist sie dagegen nur noch eine Ruine.
- In beiden Filmen genügt Marias unbedingte Bereitschaft, ihr Leben für ihren Geliebten hinzugeben, um den Tod beziehungsweise das Gespenst zu besiegen – die tatsächliche Ausführung des Opfers ist nicht notwendig. Auch die Art und Weise, wie der Tod / der Geist am Ende im Moor versinkt, ist in beiden Filmen fast identisch, bis hin zu einer sehr ähnlichen, an eine Gebetshaltung erinnernden Handgestik.

## Rezeption
Von der zeitgenössischen Filmkritik wurde Strangler of the Swamp, wie die meisten PRC-Produktionen, kaum wahrgenommen. Eine Ausnahme bildete etwa Showman’s Trade Review, dort hieß es in der Ausgabe vom 5. Januar 1946:

“The horror addicts will get their share of chills, thrills and eerie atmosphere in this tale of a ghost who sought vengeance. (…) The acting is good and the direction by Frank Wisbar (…) makes the story as believable as possible for this type of fare. Rosemary La Planche and Blake Edwards satisfactorily enact the romantic leads.”

„Horror-Süchtige werden ihren Anteil an Gänsehaut, Nervenkitzel und unheimlicher Atmosphäre bekommen bei dieser Erzählung eines Gespenstes auf der Suche nach Rache. (…) Gut gespielt, und die Regie von Frank Wisbar (…) macht die Geschichte so glaubhaft wie möglich für diese Art von Kost. Rosemary La Planche und Blake Edwards stellen die romantischen Hauptfiguren überzeugend dar.“

Erst als William K. Everson dem Film 1974 in seinem Standardwerk Classics of the Horror Film ein eigenes Kapitel widmete, wurden auch seriöse Filmhistoriker auf Strangler of the Swamp aufmerksam. Everson schreibt:

„Das erste Drittel des Films ist besonders wirkungsvoll: die Ängste und der Aberglaube der Dorfbewohner, das nüchterne Hinnehmen des Übernatürlichen, das schaurige Läuten der Fährglocke bei Nacht, die graduelle Offenbarung des Geistes und dann der erste Höhepunkt, wenn er dem wirklichen Mörder gegenübertritt (…) Der Film ist ein lobenswerter Versuch, ein eingefahrenes Genre einmal anders anzugehen (ernsthafte Gespenstergeschichten waren 1945 immer noch eine Seltenheit auf der Leinwand (…)), und vor allem ist er ein Beispiel dafür, wie unverfälschtes Gefühl und wahrer Stil selbst aus dem billigsten Film herausgeholt werden können, wenn er dem Regisseur am Herzen liegt.“

(zitiert nach der deutschen Ausgabe Klassiker des Horrorfilms von 1980)
Heute ist Strangler of the Swamp allgemein als einer der wichtigsten unabhängig produzierten Horrorfilme seiner Epoche anerkannt.